# Anaea nenia
Anaea nenia är en fjärilsart som beskrevs av Druce 1877. Anaea nenia ingår i släktet Anaea och familjen praktfjärilar. Inga underarter finns listade i Catalogue of Life.